# MasterChef Italia (terza edizione)
La terza edizione del talent show culinario MasterChef Italia, composta da 12 puntate e 24 episodi, è andata in onda in prima serata su Sky Uno dal 19 dicembre 2013 al 6 marzo 2014.
Immutato il terzetto dei giudici: a valutare i piatti realizzati dagli aspiranti chef sono ancora una volta gli chef Bruno Barbieri e Carlo Cracco e l'imprenditore Joe Bastianich.
La replica di questa edizione è andata in onda dal 16 settembre al 2 dicembre 2014 su Cielo.
Il vincitore è stato Federico Francesco Ferrero, medico nutrizionista di Torino, che si è aggiudicato un assegno di 100.000 € e la possibilità di pubblicare il suo primo libro di ricette. Rispetto alle prime due edizioni del programma (completamente trasmesse in differita), l'ultima parte della finale – con la proclamazione del vincitore – è stata trasmessa in diretta televisiva dai Magazzini Generali di Milano.
L'intera edizione è stata resa disponibile sul canale YouTube ufficiale di MasterChef Italia.

## Concorrenti
| Nome                       | Età | Città                     | Occupazione                          | Posizione | Prove vinte | Individuali | A squadre |
| -------------------------- | --- | ------------------------- | ------------------------------------ | --------- | ----------- | ----------- | --------- |
| Federico Francesco Ferrero | 39  | Torino                    | Medico nutrizionista                 | 1º        | 10          | 5           | 5         |
| Almo Bibolotti             | 39  | Bari                      | Albergatore per cani                 | 2º        | 10          | 5           | 5         |
| Enrica Della Martira       | 32  | Firenze                   | Agente di commercio                  | 3º        | 5           | 1           | 4         |
| Salvatore Russo            | 40  | Piano di Sorrento (NA)    | Capitano di lungo corso              | 4º        | 10          | 4           | 6         |
| Eleonora Federici          | 35  | Pavia                     | Gemmologa                            | 5º        | 6           | 1           | 5         |
| Rachida Karrati            | 48  | Sorisole (BG)             | Sarta                                | 6º        | 3           | 0           | 3         |
| Alberto Naponi †           | 68  | Cremona                   | Pensionato                           | 7º        | 2           | 1           | 1         |
| Michele Cannistraro        | 35  | Rozzano (MI)              | Capocantiere e pilota motociclistico | 8º        | 7           | 2           | 5         |
| Beatrice De Tullio         | 23  | Pescara                   | Studentessa di gastronomia           | 9º        | 3           | 2           | 1         |
| Emma Sarr                  | 27  | Fossano (CN)              | Disoccupata                          | 10º       | 4           | 1           | 3         |
| Marco Gianfreda            | 39  | Roma                      | Regista                              | 11º       | 2           | 0           | 2         |
| Ludovica Baiocco           | 30  | Montecosaro (MC)          | Casalinga                            | 12º       | 1           | 0           | 1         |
| Michele Guida              | 45  | Ordona (FG)               | Operaio                              | 13º       | 2           | 1           | 1         |
| Laura Castrataro           | 48  | Rocchetta a Volturno (IS) | Disoccupata                          | 14º       | 2           | 1           | 1         |
| Giorgio Deriu              | 25  | Melendugno (LE)           | Studente di giurisprudenza           | 15º       | 0           | 0           | 0         |
| Jessica Rizzetto           | 25  | Pordenone                 | Operaia                              | 16º       | 1           | 0           | 1         |
| Giovanna Walendziak        | 35  | Altavilla Vicentina (VI)  | Impiegata                            | 17º       | 0           | 0           | 0         |
| Daniele Pietrobelli        | 29  | Schio (VI)                | Programmatore informatico            | 18º       | 0           | 0           | 0         |
| Haeri Youn                 | 31  | Pioltello (MI)            | Casalinga                            | 19º       | 0           | 0           | 0         |
| Margherita Cicinelli       | 18  | Giovinazzo (BA)           | Studentessa liceo classico           | 20º       | 0           | 0           | 0         |

### Tabella delle eliminazioni
|             | 3          | 3          | 3          | 4                        | 4                        | 5                      | 5                      | 6                         | 6                         | 7                      | 7                      | 8                         | 8                         | 9                      | 9                      | 10                   | 10                   | 11                   | 11                   | 12                   | 12                   |
| Mystery Box | Michele C. | Michele C. | Michele C. | Federico Eleonora Enrica | Federico Eleonora Enrica | Emma Enrica Michele G. | Emma Enrica Michele G. | Eleonora Federico Alberto | Eleonora Federico Alberto | Almo Michele C. Enrica | Almo Michele C. Enrica | Beatrice Rachida Eleonora | Beatrice Rachida Eleonora | Federico Eleonora Almo | Federico Eleonora Almo | Federico Enrica Almo | Federico Enrica Almo | Enrica Almo Federico | Enrica Almo Federico | Almo Federico Enrica | Almo Federico Enrica |
| Federico    | SALVO      | SALVO      | ULTIMI 9   | IMMUNE                   | PRIMI 8                  | SALVO                  | PRIMI 7                | PRIMO                     | PRIMI 6                   | IMMUNE                 | PRIMI 5                | ULTIMI 3                  | PRIMI 4                   | SALVO                  | ULTIMI 5               | SALVO                | ULTIMI 2             | ...ULTIMO...         | ULTIMI 2             | FINALISTA            | VINCITORE            |
| Almo        | SALVO      | SALVO      | PRIMI 9    | SALVO                    | PRIMI 8                  | SALVO                  | ULTIMI 7               | SALVO                     | PRIMI 6                   | IMMUNE                 | PRIMI 5                | SALVO                     | ULTIMI 5                  | PRIMO                  | ULTIMI 5               | SALVO                | PRIMI 2              | SALVO                | PRIMO                | PRIMO                | SECONDO              |
| Enrica      | SALVA      | SALVA      | ULTIMI 9   | SALVA                    | PRIMI 8                  | SALVA                  | PRIMI 7                | SALVA                     | ULTIMI 6                  | IMMUNE                 | PRIMI 5                | SALVA                     | PRIMI 4                   | ULTIMI 4               | ULTIMI 5               | ULTIMI 3             | ULTIMI 3             | SALVA                | ULTIMI 3             | ELIMINATA            |                      |
| Salvatore   | SALVO      | SALVO      | PRIMI 9    | SALVO                    | PRIMI 8                  | PRIMO                  | PRIMI 7                | SALVO                     | PRIMI 6                   | IMMUNE                 | ULTIMI 6               | SALVO                     | ULTIMI 5                  | PRIMO                  | PRIMI 3                | PRIMO                | PRIMI 2              | PRIMO                | ELIMINATO            |                      |                      |
| Eleonora    | SALVA      | SALVA      | PRIMI 9    | SALVA                    | PRIMI 8                  | SALVA                  | ULTIMI 7               | SALVA                     | PRIMI 6                   | IMMUNE                 | PRIMI 5                | SALVA                     | ULTIMI 5                  | SALVA                  | PRIMI 3                | ULTIMI 3             | ELIMINATA            |                      |                      |                      |                      |
| Rachida     | SALVA      | ULTIMI 3   | PRIMI 9    | SALVA                    | ULTIMI 8                 | SALVA                  | PRIMI 7                | SALVA                     | ULTIMI 6                  | IMMUNE                 | ULTIMI 6               | ULTIMI 3                  | ULTIMI 2                  | ULTIMI 4               | PRIMI 3                | ELIMINATA            |                      |                      |                      |                      |                      |
| Alberto     | SALVO      | SALVO      | ULTIMI 9   | SALVO                    | ULTIMI 8                 | PRIMO                  | ULTIMI 7               | SALVO                     | ULTIMI 6                  | IMMUNE                 | ULTIMI 6               | SALVO                     | PRIMI 4                   | ..ULTIMI.4..           | ELIMINATO              |                      |                      |                      |                      |                      |                      |
| Michele C.  | PRIMO      | SALVO      | PRIMI 9    | SALVO                    | PRIMI 8                  | SALVO                  | PRIMI 7                | ULTIMI 3                  | ULTIMI 6                  | IMMUNE                 | PRIMI 5                | PRIMO                     | PRIMI 4                   | ..ULTIMI.4..           | ELIMINATO              |                      |                      |                      |                      |                      |                      |
| Beatrice    | SALVA      | SALVA      | ULTIMI 9   | SALVA                    | ULTIMI 8                 | ULTIMI 3               | PRIMI 7                | .ESPULSA.                 |                           | RIPESCATA              | ULTIMI 6               | SALVA                     | ELIMINATA                 |                        |                        |                      |                      |                      |                      |                      |                      |
| Emma        | SALVA      | SALVA      | PRIMI 9    | SALVA                    | PRIMI 8                  | SALVA                  | ULTIMI 7               | SALVA                     | PRIMI 6                   | IMMUNE                 | ULTIMI 6               | ELIMINATA                 |                           |                        |                        |                      |                      |                      |                      |                      |                      |
| Marco       | ULTIMI 3   | SALVO      | ULTIMI 9   | SALVO                    | ULTIMI 8                 | SALVO                  | PRIMI 7                | SALVO                     | PRIMI 6                   | IMMUNE                 | ELIMINATO              |                           |                           |                        |                        |                      |                      |                      |                      |                      |                      |
| Ludovica    | SALVA      | SALVA      | PRIMI 9    | ULTIMI 3                 | ULTIMI 8                 | SALVA                  | ULTIMI 7               | ULTIMI 3                  | ELIMINATA                 |                        |                        |                           |                           |                        |                        |                      |                      |                      |                      |                      |                      |
| Michele G.  | SALVO      | PRIMO      | PRIMI 9    | SALVO                    | ULTIMI 8                 | ULTIMI 3               | ULTIMI 7               | ULTIMI 3                  | ELIMINATO                 |                        |                        |                           |                           |                        |                        |                      |                      |                      |                      |                      |                      |
| Laura       | SALVA      | SALVA      | ULTIMI 9   | PRIMA                    | PRIMI 8                  | SALVA                  | ELIMINATA              |                           |                           |                        |                        |                           |                           |                        |                        |                      |                      |                      |                      |                      |                      |
| Giorgio     | SALVO      | SALVO      | ULTIMI 9   | SALVO                    | ULTIMI 8                 | ELIMINATO              |                        |                           |                           |                        |                        |                           |                           |                        |                        |                      |                      |                      |                      |                      |                      |
| Jessica     | SALVA      | SALVA      | PRIMI 9    | ULTIMI 3                 | ELIMINATA                |                        |                        |                           |                           |                        |                        |                           |                           |                        |                        |                      |                      |                      |                      |                      |                      |
| Giovanna    | ULTIMI 3   | ULTIMI 3   | ULTIMI 9   | ELIMINATA                |                          |                        |                        |                           |                           |                        |                        |                           |                           |                        |                        |                      |                      |                      |                      |                      |                      |
| Daniele     | SALVO      | SALVO      | ELIMINATO  |                          |                          |                        |                        |                           |                           |                        |                        |                           |                           |                        |                        |                      |                      |                      |                      |                      |                      |
| Haeri       | SALVA      | ELIMINATA  |            |                          |                          |                        |                        |                           |                           |                        |                        |                           |                           |                        |                        |                      |                      |                      |                      |                      |                      |
| Margherita  | ELIMINATA  |            |            |                          |                          |                        |                        |                           |                           |                        |                        |                           |                           |                        |                        |                      |                      |                      |                      |                      |                      |

     Il concorrente è il vincitore dell'intera edizione

     Il concorrente è il vincitore dell’invention test 

     Il concorrente è immune da eliminazione e non partecipa alla prova

      Il concorrente è tornato dopo essere stato eliminato

     Il concorrente fa parte della squadra vincente ed è salvo

     Il concorrente è il vincitore della sfida esterna ed è salvo

     Il concorrente fa parte della squadra perdente ma non deve affrontare il Pressure Test

     Il concorrente fa parte della squadra perdente, deve affrontare il Pressure Test e si salva

     Il concorrente è il peggiore del Pressure Test, affronta il duello e si salva 

     Il concorrente non partecipa alla sfida esterna, affronta direttamente il duello e si salva

     Il concorrente non partecipa alla sfida esterna e affronta direttamente il Pressure Test

     Il concorrente è tra i peggiori ma non è eliminato

     Il concorrente è eliminato

     Il concorrente accede alla sfida finale 

     Il concorrente perde la sfida finale 

     Il concorrente è squalificato per violazione del regolamento

†:Concorrente deceduto

## Dettaglio delle puntate

### Prima puntata
Data: Giovedì 19 dicembre 2013

#### Episodi 1 e 2 (Provini)
Si sono presentati in 15.000 alle selezioni, ma soltanto in 100 sono riusciti ad arrivare di fronte ai giudici. Gli aspiranti concorrenti presentano un piatto a loro scelta che sia rappresentativo della loro personalità e del loro modo di intendere la cucina. Per riuscire ad entrare nella cucina di masterchef è necessario ricevere almeno due sì dai giudici.

### Seconda puntata
Data: Giovedì 26 dicembre 2013

#### Episodio 3
Dopo aver ultimato i provini, i giudici hanno selezionato un totale di 40 candidati che si giocano i posti disponibili nella Master Class. La selezione finale si apre con una prova nella quale i concorrenti devono cucinare in 20 minuti un piatto di spaghetti al pomodoro selezionando tra cinque varietà diverse di pomodori (Costoluto, A Grappolo, San Marzano, Ciliegino e Piccadilly) e vari altri condimenti. Dopo aver assaggiato tutti i piatti, i giudici decidono che i cinque concorrenti migliori (Almo, Eleonora, Emma, Michele C. e Michele G.) accedono direttamente alla Master Class e che i cinque peggiori (Chiara, Geraldine, Komi, Jury e Rosetta) vengono eliminati, mentre per i restanti 30 il giudizio è sospeso in attesa di una nuova prova.

#### Episodio 4
I 30 chef rimasti vengono sottoposti a una nuova prova: cucinare un piatto di carne, selezionando tra le migliori varietà messe loro a disposizione da sei maestri macellai. I concorrenti hanno a disposizione 10 minuti per fare la spesa in macelleria e in dispensa, al termine dei quali tutti i tagli che avranno preso dovranno obbligatoriamente essere messi nel piatto. Durante la realizzazione i giudici passano tra i fornelli e valutano al momento le performance dei partecipanti, decidendo di ammettere alla Master Class coloro i quali stanno cucinando bene ed eliminando invece chi ha commesso errori gravi: per i restanti il giudizio verrà rimandato all'assaggio del piatto finito. Giovanna, Alberto, Marco e Salvatore entrano direttamente nella Master Class, mentre Lisa, Fabrizio, Emanuela e Valentina sono eliminati senza appello.
Restano 22 concorrenti in attesa dell'ultimo giudizio. Si tolgono il grembiule Michele, Andreina, Fabrizio, Tiziana, Alexandru, Nicola, Stefania, Alì, Alessandro, Maria Rosa e Arianna. Ludovica, Daniele, Haeri, Laura, Jessica, Federico, Giorgio, Rachida ed Enrica convincono i giudici e conquistano la Master Class. Tuttavia, i giudici decidono di ammettere anche Beatrice e Margherita (le due concorrenti più giovani) portando quindi il cast della terza edizione a 20 partecipanti.

### Terza puntata
Data: Giovedì 2 gennaio 2014

#### Episodio 5
Partecipanti: Alberto, Almo, Beatrice, Daniele, Eleonora, Emma, Enrica, Federico, Giorgio, Giovanna, Haeri, Jessica, Laura, Ludovica, Marco, Margherita, Michele C., Michele G., Rachida, Salvatore.
- Mistery Box
  - Ingrediente da utilizzare: Liquirizia
  - Altri ingredienti: finocchio, burro, sogliola, asparagi, farina, uova, pomodorini gialli, sedano, zucchero, animelle di vitello.
  - Piatti peggiori: Cotto e fritto (Giovanna), Animella saltata con pomodorini confit (Marco), Animelle fritte (Margherita).
  - Eliminata: Margherita.
  - Piatto migliore: Filetti di sogliola marinati (Michele C.)
- Invention Test
  - Tema: La prima volta (il primo piatto realizzato dai giudici).
  - Proposte: Gnocchi al pomodoro (Barbieri), Risi e bisi (Cracco), Spaghetti & Meatballs (Bastianich). Michele C. sceglie il piatto di Bastianich.
  - Piatto migliore: Michele G.
  - Piatti peggiori: Giovanna, Haeri, Rachida.
  - Eliminata: Haeri.

#### Episodio 6
Partecipanti:  Alberto, Almo, Beatrice, Daniele, Eleonora, Emma, Enrica, Federico, Giorgio, Giovanna, Jessica, Laura, Ludovica, Marco, Michele C., Michele G., Rachida, Salvatore.
- Prova in esterna
  - Sede: Pavia, Collegio Ghislieri.
  - Ospiti: Rettore e studenti del collegio.
  - Tema: ricette di Bartolomeo Scappi rivisitate in chiave moderna.
  - Squadra rossa: Enrica (caposquadra), Alberto, Beatrice, Daniele, Federico, Giorgio, Giovanna, Laura, Marco.
  - Squadra blu: Michele G. (caposquadra), Almo, Eleonora, Emma, Jessica, Ludovica, Michele C., Rachida, Salvatore.
  - Piatti del menù: Minestra di farro con brodo di cappone, Petto d'anatra con sugo di melangole (Squadra rossa), Zuppa di riso con quaglie, Cappone marinato all'antica (Squadra blu), Sorbetto di Bartolomeo Scappi (entrambe le squadre)
  - Vincitori: Squadra blu.
- Pressure Test
  - Sfidanti: Alberto, Beatrice, Daniele, Enrica, Federico, Giorgio, Giovanna, Laura, Marco.
  - Prima prova: indovinare le varietà di pasta (si salvano Beatrice, Federico e Giovanna).
  - Seconda prova: realizzare a mano 80 grammi di garganelli (si salvano Enrica, Laura e Marco).
  - Terza prova: cucinare i garganelli con salsiccia e funghi porcini (si salvano Alberto e Giorgio).
  - Eliminato: Daniele.

### Quarta puntata
Data: Giovedì 9 gennaio 2014

#### Episodio 7
Partecipanti: Alberto, Almo, Beatrice, Eleonora, Emma, Enrica, Federico, Giorgio, Giovanna, Jessica, Laura, Ludovica, Marco, Michele C., Michele G., Rachida, Salvatore.
- Mistery Box
  - Ospite: Tiziana Stefanelli.
  - Ingredienti: Seppie, sella di coniglio, patate, mascarpone, scampi, cavolo cappuccio rosso, biete selvatiche, uova, panko, riso da sushi. Tutti gli ingredienti sono stati selezionati da Tiziana: durante la prova ogni concorrente poteva consultarla una volta sola.
  - Piatti migliori: Sushi italiano (Eleonora), L'uovo del sabato (Enrica), Coniglio sotto al mare (Federico).
  - Vincitore: Federico.
- Invention Test
  - Tema: Ricco e povero (assegnare ai concorrenti gli ingredienti di un cestino con ingredienti di qualità e di uno con prodotti da supermercato).
  - Proposte: Pesce, carne, vegetariano. Federico sceglie la carne; nel cestino ricco ci sono: filetto di manzo irlandese, ciliegie di carmagnola, pane di campagna, burro di montagna, pomodorini, foie gras, guanciale, sale aromatizzato, patate ratte; mentre nel cestino povero ci sono: carne in scatola, fegatini di pollo, pomodori secchi, patate precotte, ciliegie candite, pane precotto, margarina, pancetta a cubetti. Dopo aver assegnato i due tipi di cestini accetta anche la possibilità di non partecipare alla prova e di salvarsi.
  - Piatto migliore: Filetto fruttato (Laura).
  - Piatti peggiori: Tortino di foie gras (Giovanna), Puaret (Jessica), La qualità in semplicità (Ludovica).
  - Eliminata: Giovanna.

#### Episodio 8
Partecipanti: Alberto, Almo, Beatrice, Eleonora, Emma, Enrica, Federico, Giorgio, Jessica, Laura, Ludovica, Marco, Michele C., Michele G., Rachida, Salvatore.
- Prova in esterna
  - Sede: Napoli, Piazza San Domenico Maggiore.
  - Ospiti: cittadini e turisti.
  - Tema: frittura napoletana. Le squadre devono allestire friggitorie seguendo i consigli di Antonio e Filomena Acunzo.
  - Squadra rossa: Marco (caposquadra), Alberto, Beatrice, Giorgio, Jessica, Ludovica, Michele G., Rachida.
  - Squadra blu: Laura (caposquadra), Almo, Eleonora, Emma, Enrica, Federico, Michele C., Salvatore.
  - Piatti del menù: crocché di patate, sciurilli, paste cresciute, zeppole di San Giuseppe, panzerotti (entrambe le squadre).
  - Vincitori: Squadra blu.
- Pressure Test
  - Sfidanti: Alberto, Beatrice, Giorgio, Jessica, Ludovica, Marco, Michele G., Rachida.
  - Prima prova: indovinare dodici ingredienti usando solamente l'olfatto (si salvano Beatrice, Giorgio, Ludovica e Marco).
  - Seconda prova: realizzare un piatto con uno degli ingredienti indovinati (si salvano Alberto, Michele G. e Rachida).
  - Eliminata: Jessica.

### Quinta puntata
Data: Giovedì 16 gennaio 2014

#### Episodio 9
Partecipanti: Alberto, Almo, Beatrice, Eleonora, Emma, Enrica, Federico, Giorgio, Laura, Ludovica, Marco, Michele C., Michele G., Rachida, Salvatore.
- Mistery Box
  - Ingrediente da utilizzare: Carré d'agnello.
  - Altri ingredienti: peperone rosso, pane grattugiato, carciofi, yogurt magro, melanzane, menta, fregola sarda, olive taggiasche, vino rosso.
  - Piatti migliori: Fregola al sapore di menta (Emma), Carré d'agnello con carciofi e caponata mediorientale (Enrica), Carré d'agnello con carciofi al forno (Michele G.).
  - Vincitore: Emma.
- Invention Test
  - Ospite: Graham Elliot.
  - Tema: piatti cucinati da Graham Elliot in occasione del 49º compleanno di Barack Obama.
  - Proposte: Sashimi di ricciola con mousse di avocado e tortino di riso croccante, Bisque di mais dolce con marmellata di peperoni rossi e crema di mascarpone al basilico, Corn-dog di astice con salsa aioli al limone. Emma ha scelto la bisque e ha potuto assistere alla realizzazione del piatto.
  - Piatti migliori: Alberto (nominato dai giudici), Salvatore (nominato da Graham Elliot).
  - Piatti peggiori: Beatrice, Giorgio, Michele G.
  - Eliminato: Giorgio.

#### Episodio 10
Partecipanti: Alberto, Almo, Beatrice, Eleonora, Emma, Enrica, Federico, Laura, Ludovica, Marco, Michele C., Michele G., Rachida, Salvatore.
- Prova in esterna
  - Sede: Milano, Caserma Santa Barbara.
  - Ospiti: 150 invitati ad un cocktail party.
  - Squadra rossa: Alberto (caposquadra), Almo, Eleonora, Emma, Laura, Ludovica, Michele G.
  - Squadra blu: Salvatore (caposquadra), Beatrice, Enrica, Federico, Marco, Michele C., Rachida.
  - Piatti del menù: Battuta di pomodoro verde, Frullato di melone, Fonduta di taleggio, Insalatina di riso nero e gamberi, Scapece di zucchine, Cookpot di polpo e patate (Squadra rossa), Crema di ceci, Crema di avocado e menta, Involtino di melanzane, Vitello tonnato, Insalata di mare, Gazpacho di pomodoro (Squadra blu).
  - Vincitori: Squadra blu.
- Pressure Test
  - Sfidanti: Alberto (caposquadra perdente) sceglie il peggiore della sua squadra (Michele G.) ed entrambi scelgono un compagno (rispettivamente Laura e Almo) per sfidarsi (Eleonora, Emma e Ludovica non partecipano al pressure test e si salvano automaticamente).
  - Prima prova: cucinare un piatto di gnocchi bianchi e verdi (si salvano Almo e Michele G.).
  - Seconda prova: cucinare una porzione di parmigiana di melanzane (si salva Alberto).
  - Eliminata: Laura.

### Sesta puntata
Data: Giovedì 23 gennaio 2014

#### Episodio 11
Partecipanti: Alberto, Almo, Beatrice, Eleonora, Emma, Enrica, Federico, Ludovica, Marco, Michele C., Michele G., Rachida, Salvatore.
- Mistery Box
  - Ingredienti: quaglia siberiana, ciliegie bianche di Vignola, pomodori neri della Crimea, cipolla rossa d'Acquaviva, farina gialla, latte d'asina, uova di gallina livornese, ficu, patate di Rotzo, asparagi viola d'Albenga.
  - Piatti migliori: Le frecce di Diana (Alberto), Tramonto siberiano (Eleonora), Quaglia siberiana (Federico).
  - Vincitore: Eleonora.
- Invention Test
  - Ospite: Iginio Massari.
  - Tema: basi dei dolci da credenza.
  - Proposte: Pan di Spagna, bignè, pasta frolla. Eleonora sceglie la prima. Ogni concorrente è libero di decorare a piacere la propria torta, che deve avere un diamentro di 16 centimetri. Eleonora riceve anche i consigli dello chef, ma tutti assistono alle spiegazioni basilari sulla preparazione del pan di Spagna.
  - Espulsa: Beatrice (la concorrente non ha presentato un suo piatto, attingendo dal lavoro di altri).
  - Piatto migliore: Torta al pan di spagna con copertura al cioccolato e pistacchi leggermente salati (Federico).
  - Piatti peggiori: Torta alla frutta e crema pasticcera (Ludovica), La mia prima volta (Michele C.), Quattro stagioni (Michele G.). I tre concorrenti peggiori non vengono eliminati, ma passano direttamente al Pressure Test e non prendono parte alla prova in esterna.

#### Episodio 12
Partecipanti: Alberto, Almo, Eleonora, Emma, Enrica, Federico, Marco, Rachida, Salvatore.
- Prova in esterna
  - Sede: Vittorio Veneto, Centrale Idroelettrica Enel di Nove.
  - Tema: Street food. Per la prima volta nell'edizione italiana dello show partecipano tre squadre, ognuna delle quali deve gestire un baracchino con un tipo di cucina da proporre, assegnato casualmente da Federico. Il menù di ogni baracchino è scelto tra un elenco di proposte.
  - Ospiti: 100 dipendenti dell'azienda con le famiglie.
  - Squadra rossa: Enrica (caposquadra), Alberto, Rachida (cucina tex-mex).
  - Squadra blu: Marco (caposquadra), Emma, Salvatore (cucina mediterranea).
  - Squadra gialla: Federico (caposquadra), Almo, Eleonora (cucina asiatica).
  - Piatti del menù: Hamburger, Fajitas, Pannocchia alla griglia (squadra rossa), Gambas all'ajillo, Tortilla, Salsicce alla griglia (squadra blu), Falafel, Involtini primavera, Pad Thai (squadra gialla).
  - Vincitori: Squadra gialla.
  - Secondi: Squadra blu
  - Sconfitti: Squadra rossa
- Pressure Test
  - Sfidanti: Alberto, Enrica, Rachida (i peggiori della prova in esterna), Ludovica, Michele C. e Michele G. (i peggiori del precedente Invention Test).
  - Prima prova: cucinare un piatto libero in 15 minuti (si salvano Alberto ed Enrica).
  - Seconda prova: cucinare un piatto libero in 10 minuti.
  - Eliminato: Michele G.
  - Terza prova: cucinare un piatto libero in 5 minuti (si salvano Michele C. e Rachida).
  - Eliminata: Ludovica.

### Settima puntata
Data: Giovedì 30 gennaio 2014

#### Episodio 13
Partecipanti: Alberto, Almo, Eleonora, Emma, Enrica, Federico, Marco, Michele C., Rachida, Salvatore.
- Mistery Box
  - Ingredienti: frutti di mare (vongole, vongole veraci, telline, lumache di mare, cozze, cannolicchi, fasolari, tartufi di mare, garusoli)
  - Altri ingredienti: sedano, patate, pomodori, pane, zucchine, orzo, riso rosso integrale, porri, cime di rapa.
  - Piatti migliori: Rape alla barese (Almo), Guazzetto emozionato (Enrica), Crema di patate (Michele C.).
  - Vincitore: Almo.
- Invention Test (Almo e gli altri concorrenti sono salvi, invece ritornano a cucinare gli ultimi sei concorrenti eliminati negli episodi precedenti per avere una seconda possibilità, l'albergatore inoltre è capitano nella prossima prova in esterna e, in caso di parità, il suo voto nel ripescaggio varrà doppio)

Pressure test degli eliminati
|                    | 1                    | 2         |
| Perdenti vincitori | Michele G e Beatrice | Beatrice  |
| Beatrice           | SALVA                | RIPESCATA |
| Michele G.         | SALVO                | RESPINTO  |
| Giorgio            | RESPINTO             |           |
| Jessica            | RESPINTA             |           |
| Laura              | RESPINTA             |           |
| Ludovica           | RESPINTA             |           |

- Prima prova
  - Sfidanti: Beatrice, Giorgio, Jessica, Laura, Ludovica, Michele G.
  - Ingredienti scelti dagli ex concorrenti: melone bianco, triglie, asparagi, zucchine, broccoli, pagello, speck, parmigiano, pomodori, sgombro, arance e un taglio di carne non specificato.
  - Prova: realizzare un piatto con gli ingredienti scelti in 45 minuti.
  - Piatti realizzati: pagello in cartoccio (Michele G.), pinne e zampe (Jessica), chitarrine con zucchine al profumo di triglia (Ludovica), pasta con zucchine con profumo di prezzemolo e aglio (Laura), viva il mediterraneo (Giorgio), maltagliati di crespelle (Beatrice).
  - Vincitori: Beatrice, Michele G.
  - Respinti: Giorgio, Jessica, Laura, Ludovica.
- Seconda prova
  - Sfidanti: Beatrice e Michele G.
  - Prova: Preparare 10 porzioni di cannelloni con ricotta e spinaci in 45 minuti. I giudici saranno stavolta i 10 concorrenti rimasti in gara e assaggeranno le porzioni di cannelloni preparati dai due avversari (vince Beatrice che rientra in gara tra gli aspiranti cuochi che diventano di nuovo 11).
  - Respinto: Michele G.
  - Ripescata: Beatrice

#### Episodio 14
Partecipanti:  Almo, Beatrice, Eleonora, Emma, Enrica, Federico, Marco, Michele C., Rachida, Salvatore. Almo ha la possibilità di mandare subito al Pressure Test un componente della sua squadra in quanto sono dispari e sceglie Alberto.
- Prova in esterna
  - Sede: Località Collecchio (Grosseto), Azienda agricola dell'Uccellina.
  - Ospiti:  butteri
  - Squadra rossa: Almo (caposquadra), Eleonora, Enrica, Federico, Michele C.
  - Squadra blu: Salvatore (caposquadra), Beatrice, Emma, Marco, Rachida.
  - Piatti del menù: acquacotta, grigliata mista di carne, bruschette di pane toscano. (entrambe le squadre).
  - Vincitori: Squadra rossa.
- Pressure Test
  - Sfidanti: Alberto (non partecipante alla prova in esterna), Beatrice, Marco, Rachida, Salvatore. Emma, dopo un confronto con la sua squadra, è salva.
  - Prova: Cucinare più omelette possibili con un uovo di struzzo (che equivale a circa 20 uova di gallina), inoltre i giudici all'assaggio potevano scartare le omelette che secondo loro non erano all'altezza.
  - Eliminato: Marco.

### Ottava puntata
Data: Giovedì 6 febbraio 2014

#### Episodio 15
Partecipanti: Alberto, Almo, Beatrice, Eleonora, Emma, Enrica, Federico, Michele C., Rachida, Salvatore.
- Mistery Box
  - Ingredienti: invece degli ingredienti base, nella Mistery Box ci sono scritte le ricette "migliori" dei singoli concorrenti, insieme ad una lettera dei loro familiari; ognuno dovrà cedere la propria ricetta ad un altro concorrente di sua scelta mentre dovrà realizzare una propria versione di quella ricevuta.
  - Piatti migliori: Filetto di maiale con foie gras (Beatrice), Risotto al provolone del Monaco (Eleonora), Cous cous di mare (Rachida).
  - Vincitore: Beatrice.
- Invention Test
  - Tema: cucina francese.
  - Ospite: Philippe Léveillé.
  - Proposte: Cappuccino di rane con crema di piselli, Tartare di ostriche e capesante con zuppetta di ostriche, Lumache di vigna con basilico e chorizo. Beatrice ha scelto la prima proposta. Inoltre sceglie di replicare il piatto dopo aver seguito i consigli dello chef, mentre gli altri concorrenti devono preparare un piatto che abbia come ingredienti principali salsa al burro e le rane. Léveillé mostra inoltre a tutti i concorrenti il procedimento base per realizzare una salsa al burro.
  - Piatto migliore: Riso alle rane (Michele C.).
  - Piatti peggiori: Fettuccine (Emma), Rane, porri e piselli al profumo di lime (Federico), Rane al burro con spinaci saltati (Rachida).
  - Eliminata: Emma.

#### Episodio 16
Partecipanti: Alberto, Almo, Beatrice, Eleonora, Enrica, Federico, Michele C., Rachida, Salvatore (Michele C. ha il vantaggio di scegliere il capitano della squadra avversaria e sceglie Rachida).
- Prova in esterna
  - Sede: Comacchio, Manifattura dei marinati.
  - Squadra rossa: Rachida (caposquadra), Almo, Eleonora, Salvatore. (Rachida decide di mandare Beatrice direttamente al duello dove si sfiderà con il peggiore del Pressure Test).
  - Squadra blu: Michele C. (caposquadra), Alberto, Enrica, Federico.
  - Piatti del menù: Risotto alla comacchiese con anguilla, Anguilla allo spiedo con radicchio, Brodetto con anguilla e polenta. (entrambe le squadre)
  - Vincitori: Squadra blu.
- Pressure Test
  - Sfidanti: Almo, Eleonora, Rachida, Salvatore.
  - Prova: cuocere in pentola a pressione una lingua di vitello accompagnata con bagnetto rosso, bagnetto verde, salsa di rafano e una salsa a scelta (si salvano Almo, Eleonora e Salvatore).
  - Sconfitta: Rachida.
- Duello
  - Sfidanti: Beatrice, Rachida.
  - Prova: Dati due galletti, prepararne uno alla diavola e disossare un secondo galletto da cui ricavare con il petto una cotoletta alla valdostana e con ali e sottocosce del pollo fritto, il tutto in 20 minuti (si salva Rachida).
  - Eliminata per la seconda volta nel talent show: Beatrice

### Nona puntata
Data: Giovedì 13 febbraio 2014

#### Episodio 17
Partecipanti: Alberto, Almo, Eleonora, Enrica, Federico, Michele C., Rachida, Salvatore.
- Mistery Box
  - Ingrediente: pistilli di zafferano.
  - Piatti migliori: Profumi d'oriente (Almo), Hamburger di scampi e gamberi (Eleonora), Fegato di nasello bollito (Federico).
  - Vincitore: Federico.
- Invention Test
  - Proposta: I giudici hanno deciso di proporre solo un piatto chiamato Lo scrigno di Venere di origine bolognese in cui la ricetta consiste in uno scrigno di pasta brisée ripieno di strati di tortellini emiliani conditi con ragù e besciamella che i concorrenti dovranno cucinare in coppia, le quali saranno determinate da Federico ma lavoreranno a staffetta.
  - Coppia migliore: Almo e Salvatore.
  - Coppie peggiori: Enrica e Rachida, Alberto e Michele C.
  - Sconfitti: Alberto e Michele C. (I due concorrenti non vengono eliminati e affronteranno direttamente il duello).

#### Episodio 18
Partecipanti: Almo, Eleonora, Enrica, Federico, Rachida, Salvatore.
- Prova in esterna
  - Sede: Marrakech, Piazza Jamaa el Fna.
  - Squadra rossa: Almo (caposquadra), Enrica, Federico.
  - Squadra blu: Salvatore (caposquadra), Eleonora, Rachida.
  - Piatti del menù: Insalata Zaalouk a base di melanzane affumicate, Pastilla con ripieno di piccione, pollo e quaglia, Tajine di carne (entrambe le squadre). A metà della prova viene comunicato che una degli ospiti non mangia carne e i capisquadra devono tornare al mercato della medina per comprare del pesce e realizzare un ulteriore piatto.
  - Vincitori: Squadra blu.
- Duello
  - Sfidanti: Alberto, Michele C. (i peggiori del precedente Invention Test).
  - Prova: Preparare il classico filetto al pepe verde con cottura flambé (vince Alberto).
  - Eliminato: Michele C.
- Pressure Test
  - Sfidanti: Alberto, Almo, Enrica, Federico.
  - Prova: cucinare un piatto di spaghetti ai ricci di mare in 15 minuti. Bastianich mostra ai concorrenti come aprire e pulire i ricci di mare.
  - Eliminato: Alberto (il concorrente non completa la ricetta con i ricci di mare volendo lasciar spazio a giovani più determinati di lui, sostenendo di sentirsi già realizzato, e, non riuscendo ad inserire nulla nel suo piatto, i giudici decidono di eliminarlo automaticamente senza passare all'assaggio).

### Decima puntata
Data: Giovedì 20 febbraio 2014

#### Episodio 19
Partecipanti: Almo, Eleonora, Enrica, Federico, Rachida, Salvatore.
- Mistery Box
  - Ingredienti: al posto della Mistery Box, i concorrenti si trovano davanti a sé dei frigoriferi tematici e dovranno creare una ricetta con gli ingredienti inseriti in essi: Salvatore pesca il frigorifero americano, Enrica quello di una famiglia numerosa, Almo quello di un gourmet, Federico quello di una guida alpina, Eleonora quello di un eremita, Rachida quello di un vegano.
  - Piatti migliori: Petto d'anatra con foie gras (Almo), Chic mama (Enrica), Sorbetto in insalata (Federico).
  - Vincitore: Federico.
- Invention Test
  - Ospite: Cristina Bowerman.
  - Proposte: Cuore di vitella con purea di patate, Mezzelune all’amatriciana, Gnocchetti di patate con guancietti di baccalà. Federico ha scelto la prima proposta.
  - Piatto migliore: Salvatore.
  - Piatti peggiori: Eleonora, Enrica, Rachida.
  - Eliminata: Rachida. (Salvatore ha il vantaggio di scegliere chi mandare direttamente al duello con il peggiore del pressure test, e sceglie Eleonora)

#### Episodio 20
Partecipanti: Almo, Enrica, Federico, Salvatore
- Prova in esterna
  - Sede: Pollenzo, Università degli studi di scienze gastronomiche.
  - Ospiti: Oscar Farinetti, Piercarlo Grimaldi, Nicola Perullo, Cinzia Scaffidi, Olivia Reviglio, Roberto Burdese.
  - Squadra rossa: Enrica (caposquadra), Federico.
  - Squadra blu: Salvatore (caposquadra), Almo.
  - Piatti del menù: Scialatielli con sugo di pomodoro, Coniglio all'ischitana (squadra blu). Tonno di coniglio, Vellutata di lenticchie con formaggio e cipolla affumicata (squadra rossa). I due menù sono stati scelti dalle due squadre e per ogni piatto un componente ha scelto un vino per accompagnare i due piatti.
  - Vincitori: Squadra blu.
- Pressure Test
  - Sfidanti: Enrica, Federico.
  - Prova: realizzare un piatto usando come ingrediente principale il riso bollito in 20 minuti (si salva Enrica).
  - Sconfitto: Federico.
- Duello
  - Sfidanti: Eleonora, Federico.
  - Prova: realizzare 6 piatti utilizzando come ingredienti principali i fiori di zucchina in 30 minuti: il primo a totalizzare tre punti vince la prova (si salva Federico).
  - Eliminata: Eleonora.

### Undicesima puntata
Data: Giovedì 27 febbraio 2014

#### Episodio 21
Partecipanti: Almo, Enrica, Federico, Salvatore.
- Mistery Box 
  - Ospiti: Lidia Bastianich e Alessandro Borghese (i giudici di Junior MasterChef Italia assieme a Bruno Barbieri).
  - Ingredienti: gallinella e gallina.
  - Altri ingredienti: finocchio, barbabietole, pomodori Pachino, giardiniera, mostarda di Cremona, patate, uova, farina.
  - Piatti migliori: Omaggio a Junior Chef (Almo), Ravioli di mare a sorpresa (Enrica), Gallinella in brodo (Federico).
  - Vincitore: Enrica.
- Invention Test
  - Tema: pasta lievitata integrale. I concorrenti devono ricreare un piatto scelto dai giudici: Filetto di maiale in crosta di pane con salsa bernese e patate alla lionese. Enrica avrà 45 minuti di tempo per cucinare, inoltre ha il vantaggio di assegnare agli altri avversari il tempo a disposizione per cucinare (Enrica assegna i 40 minuti a Salvatore, i 35 minuti ad Almo e i 30 minuti a Federico).
  - Piatto migliore: Salvatore.
  - Piatto peggiore: Federico (il concorrente non viene eliminato e affronterà direttamente il duello con il peggiore del Pressure Test).

#### Episodio 22
Partecipanti: Almo, Enrica, Salvatore.
- Prova in esterna
  - Sede: Alba, Ristorante Piazza Duomo.
  - Ospite: Enrico Crippa.
  - Piatti realizzati: Merluzzo al verde (Almo), Agnello sambucano alla camomilla (Salvatore), Macedonia di frutta e verdura cotta e cruda (Enrica).
  - Vincitore: Almo.
- Pressure Test
  - Sfidanti: Enrica, Salvatore
  - Prova: realizzare un piatto con avanzi e scarti in 25 minuti dove cucineranno in contemporanea con Bruno Barbieri (si salva Enrica).
  - Sconfitto: Salvatore
- Duello
  - Sfidanti: Federico, Salvatore.
  - Prova: preparare la luganega monzese con altri tre ingredienti pescati a sorte in 20 minuti (si salva Federico).
  - Eliminato: Salvatore.

### Dodicesima puntata
Data: Giovedì 6 marzo 2014

#### Episodio 23 (Semifinale)
Partecipanti: Almo, Enrica, Federico.
- Mistery Box: All'interno della mistery box i concorrenti non trovano come al solito 10 ingredienti, ma il loro eventuale libro di ricette, nel caso in cui dovessero vincere il programma. Per questo vengono lasciati liberi di preparare il piatto che preferiscono e che potrebbe aprire il loro libro di ricette.
  - Piatti realizzati: Incontro a metà strada (Almo), Bellini di mare (Enrica), Sbrisolona di cozze (Federico).
  - Vincitore: Almo.
- Invention Test
  - Tema: l'osteria.
  - Ospiti: Mauro Lorenzon, Miriam Leonardi, Federico Valicenti.
  - Proposte: Sarde in saor (Mauro Lorenzon), Tortelli di zucca al burro e parmigiano (Miriam Leonardi), Trippa risottata (Federico Valicenti). Almo ha scelto di cucinare il primo piatto, Enrica cucinerà il terzo piatto e Federico il secondo. Durante la prova i cuochi potevano una volta chiedere all'oste come preparare il piatto, in questo caso i concorrenti potevano consultarli solo dopo i primi 10 minuti della prova e la consultazione poteva durare 5 minuti. Inoltre i concorrenti non potevano consultare l'oste se lo stava già facendo qualcun altro.
  - Piatto migliore: Almo.
  - Eliminata: Enrica.

#### Episodio 24 (Finale)
Partecipanti: Almo, Federico (i due finalisti hanno la possibilità di scegliere il proprio "sous chef" tra i concorrenti eliminati). Almo ha scelto Enrica mentre Federico ha scelto Eleonora. Dei tre menù proposti dagli aspiranti chef i giudici scelgono il più appetibile.
- Ristorante di Masterchef
  - Menù di Almo: Fregola sarda in guazzetto di frutti di mare, Petto d'anatra con salsa di ciliegie e foie gras, Budino di fragola al pepe bianco e pepe di Sichuan.
  - Menù di Federico: Gamberi di Oneglia all'aglio rosso e fagiolina del Trasimeno, Polpo all'orientale, Composta di limoni di Amalfi con crema allo yogurt, menta e basilico.
- Vincitore della terza edizione di Masterchef Italia: Federico Francesco Ferrero.

## Ascolti
| Puntata     | Episodio | Sky Uno          | Sky Uno        | Sky Uno |
| Puntata     | Episodio | Messa in onda    | Telespettatori | Share   |
| ----------- | -------- | ---------------- | -------------- | ------- |
| 1 - Provini | 1        | 19 dicembre 2013 | 730.457        | 2,33%   |
| 1 - Provini | 2        | 19 dicembre 2013 | 760.637        | 2,69%   |
| 2           | 3        | 26 dicembre 2013 | 635.789        | 1,96%   |
| 2           | 4        | 26 dicembre 2013 | 567.952        | 2,24%   |
| 3           | 5        | 2 gennaio 2014   | 880.024        | 3,18%   |
| 3           | 6        | 2 gennaio 2014   | 985.135        | 3,89%   |
| 4           | 7        | 9 gennaio 2014   | 943.000        | 3,48%   |
| 4           | 8        | 9 gennaio 2014   | 987.000        | 3,90%   |
| 5           | 9        | 16 gennaio 2014  | 1.030.980      | [ 7 ]   |
| 5           | 10       | 16 gennaio 2014  | 1.020.421      | [ 7 ]   |
| 6           | 11       | 23 gennaio 2014  | 1.074.476      | 3,50%   |
| 6           | 12       | 23 gennaio 2014  | 1.084.194      | 3,80%   |
| 7           | 13       | 30 gennaio 2014  | 1.153.638      | [ 9 ]   |
| 7           | 14       | 30 gennaio 2014  | 1.123.178      | [ 9 ]   |
| 8           | 15       | 6 febbraio 2014  | 1.105.554      | 3,20%   |
| 8           | 16       | 6 febbraio 2014  | 1.180.096      | 3,80%   |
| 9           | 17       | 13 febbraio 2014 | 1.318.278      | 4,30%   |
| 9           | 18       | 13 febbraio 2014 | 1.348.642      | 5,10%   |
| 10          | 19       | 20 febbraio 2014 | 1.186.770      | [ 12 ]  |
| 10          | 20       | 20 febbraio 2014 | 1.156.355      | [ 12 ]  |
| Semifinale  | 21       | 27 febbraio 2014 | 1.126.988      | 3,13%   |
| Semifinale  | 22       | 27 febbraio 2014 | 1.259.951      | 3,78%   |
| Finale      | 23       | 6 marzo 2014     | 1.413.550      | 4,00%   |
| Finale      | 24       | 6 marzo 2014     | 1.430.080      | 5,18%   |

Al momento della proclamazione del vincitore il picco di share è stato del 7,23%. Nonostante l'ottimo ascolto, la parte in diretta dell'episodio finale è stata aspramente criticata: sono state infatti ritenute unanimemente pessime la regia, la conduzione dei tre giudici e la qualità dell'audio in presa diretta. Inoltre, destò scalpore il fatto che le agenzie di stampa avessero diffuso la notizia durante la diretta ed alcuni minuti prima dell'annuncio ufficiale dei giudici. A causa di ciò, tale prassi non si è mai più ripetuta nelle edizioni precedenti, ripristinando la struttura delle prime due edizioni. Tale episodio ha indotto Andrea Scrosati (all'epoca direttore di Sky Italia) a scusarsi pubblicamente.